# Babolat

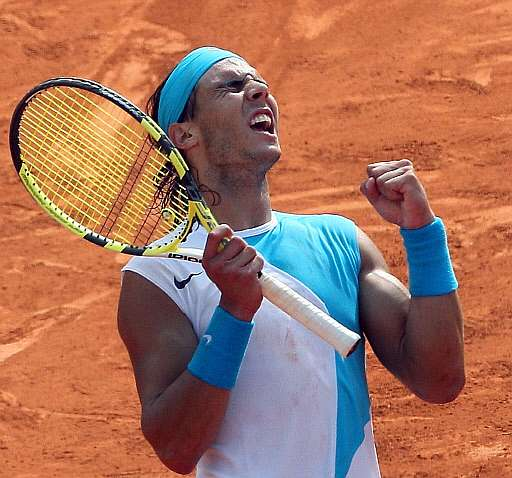
Rafael Nadal con Babolat AeroPro Drive en el Roland Garros 2007

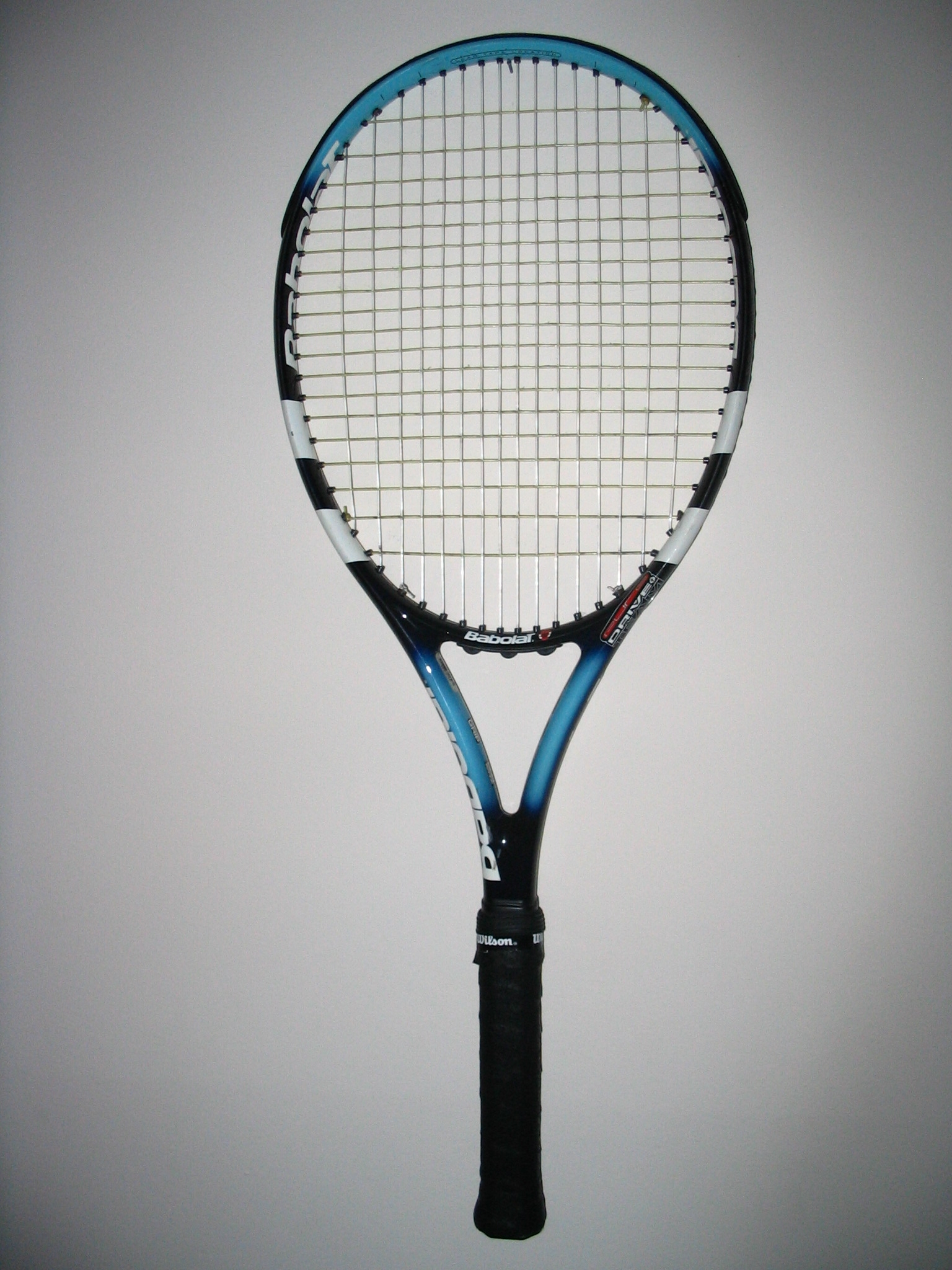
Raqueta Babolat Pure Drive.

Babolat es una compañía francesa con sede en la ciudad de Lyon, fundada en 1875 por Pierre Babolat que en sus inicios se dedicaba a la fabricación de cuerdas para raquetas. Tiempo después incursionó con gran éxito en la fabricación de raquetas. Actualmente fabrica equipamiento completo de Tenis, Bádminton, Pádel y Squash. Además de fabricar equipo para deporte de raqueta, Babolat es una empresa que desarrolla tecnología tanto en materiales como en desempeño para jugadores. Babolat vende, entre otros artículos, raquetas, cuerdas, grips, pelotas, bolsos y accesorios. Sus raquetas son unas de las de mayor popularidad actualmente en el circuito ATP y WTA.

## Algunos de los tenistas que usan raquetas de la marca
- Carlos Alcaraz
- Rafael Nadal
- Garbiñe Muguruza
- Caroline Wozniacki
- Sara Errani
- Dominic Thiem
- Andy Roddick
- Jack Sock
- Jo-Wilfried Tsonga
- Karolína Plíšková
- Eugénie Bouchard
- Johanna Konta
- Julien Benneteau
- Benjamin Becker
- Albert Ramos-Viñolas
- Francesca Schiavone
- Fernando González
- Nicolás Massú
- Félix Auger-Aliassime
- Santiago Giraldo
- Fabio Fognini
- Thanasi Kokkinakis
- Benoît Paire
- Samantha Stosur
- Evgeny Donskoy
- Alejandro Falla
- Mikael Ymer
- Federico Delbonis
- Victor Troicki
- Ryan Harrison
- Taro Daniel
- Steve Johnson
- Sam Querrey
- Jerzy Janowicz
- Verónica Cepede Royg

## Modelos Profesionales y Avanzados
- Babolat Pure Drive Team GT
- Babolat Pure Drive GT +
- Babolat Pure Drive GT Roddick
- Babolat Aero Pro Drive GT
- Babolat Aero Pro Drive GT +
- Babolat Aero Pro Lite GT
- Babolat Aero Storm GT
- Babolat Pure Storm GT
- Babolat Pure Storm Tour GT
- Babolat Pure Storm Tour GT +
- Babolat Pure Control
- Babolat Drive Z Lite
- Babolat Drive Z Tour
- Babolat Aero Storm 320g
- Babolat Pure Strike 295g
- Babolat Pure Aero 300g

## Modelos Junior
- Babolat XS 108
- Babolat XS 105
- Babolat XS 102
- Babolat XS LTD Alles Premium
- Babolat XS Selected (2010)
- Babolat K-GA-T 2013